# Nemapteryx augusta
Nemapteryx augusta és una espècie de peix de la família dels àrids i de l'ordre dels siluriformes.

## Morfologia
- Els mascles poden assolir 60 cm de longitud total.[5][6]

## Alimentació
Menja peixets, incloent-hi clupeids, Chanidae i Melanotaeniidae.

## Hàbitat
És un peix d'aigua dolça i de clima tropical.

## Distribució geogràfica
Es troba al riu Fly (Papua Nova Guinea).